# Сен-Луи (кантон)
Сен-Луи (фр. Saint-Louis) — кантон на северо-востоке Франции в регионе Гранд-Эст (бывший Эльзас — Шампань — Арденны — Лотарингия), департамент Верхний Рейн, округ Мюлуз. Кантон был создан 22 марта 2015 года, он включает в себя город Сен-Луи и ещё 20 коммун.

## История
Кантон Сен-Луи — новая единица административно-территориального деления Франции (департамент Верхний Рейн, округ Мюлуз), созданная декретом от 21 февраля 2014 года. Новая норма административного деления вступила в силу на первых региональных (территориальных) выборах (новый тип выборов во Франции). Таким образом, единые территориальные выборы заменяют два вида голосования, существовавших до сих пор: региональные выборы и кантональные выборы (выборы генеральных советников). Первые выборы такого типа, на которых избирают одновременно и региональных советников (членов парламентов французских регионов) и генеральных советников (членов парламентов французских департаментов) состоялись в Сен-Луи 22 марта 2015 года. Эта дата официально считается датой создания нового кантона. Начиная с этих выборов, советники избираются по смешанной системе (мажоритарной и пропорциональной). Избиратели каждого кантона выбирают Совет департамента (новое название генерального Совета): двух советников разного пола. Этот новый механизм голосования потребовал перераспределения коммун по кантонам, количество которых в департаменте уменьшилось вдвое с округлением итоговой величины вверх до нечётного числа в соответствии с условиями минимального порога, определённого статьёй 4 закона от 17 мая 2013 года. В результате пересмотра общее количество кантонов департамента Верхний Рейн в 2015 году уменьшилось с 31-го до 17-ти.
Советники департаментов избираются сроком на 6 лет. Выборы территориальных и генеральных советников проводят по смешанной системе: 80 % мест распределяется по мажоритарной системе и 20 % — по пропорциональной системе на основе списка департаментов. В соответствии с действующей во Франции избирательной системой для победы на выборах кандидату в первом туре необходимо получить абсолютное большинство голосов (то есть больше половины голосов из числа не менее 25 % зарегистрированных избирателей). В случае, когда по результатам первого тура ни один кандидат не набирает абсолютного большинства голосов, проводится второй тур голосования. К участию во втором туре допускаются только те кандидаты, которые в первом туре получили поддержку не менее 12,5 % от зарегистрированных и проголосовавших «за» избирателей. При этом, для победы во втором туре выборов достаточно простого большинства (побеждает кандидат, набравший наибольшее число голосов).

## Состав кантона
Новый кантон в составе округа Мюлуз сформирован 22 марта 2015 года. По данным INSEE, кантон Сен-Луи включает в себя 21 коммуну упразднённого кантона Юненг. Численность населения кантона — 53 216 человек (2012).

## Список коммун
| Код INSEE | Коммуна         | Французское название | Площадь, км² | Население, чел. (2012) |
| --------- | --------------- | -------------------- | ------------ | ---------------------- |
| 68013     | Аттеншвиллер    | Attenschwiller       | 5,11         | 917                    |
| 68042     | Блотзайм        | Blotzheim            | 14,6         | 4268                   |
| 68061     | Бюшвиллер       | Buschwiller          | 4,16         | 1005                   |
| 68094     | Фольгенсбур     | Folgensbourg         | 6,72         | 899                    |
| 68120     | Аженталь-ле-Ба  | Hagenthal-le-Bas     | 6,2          | 1188                   |
| 68121     | Аженталь-ле-О   | Hagenthal-le-Haut    | 4,92         | 637                    |
| 68126     | Эгенайм         | Hégenheim            | 6,7          | 3265                   |
| 68135     | Эзенг           | Hésingue             | 9,14         | 2541                   |
| 68149     | Юненг           | Huningue             | 2,86         | 6884                   |
| 68168     | Кнёренг         | Knoeringue           | 4,68         | 356                    |
| 68182     | Леман           | Leymen               | 11,64        | 1165                   |
| 68183     | Либенсвиллер    | Liebenswiller        | 3,87         | 201                    |
| 68207     | Мишельбак-ле-Ба | Michelbach-le-Bas    | 4,94         | 708                    |
| 68208     | Мишельбак-ле-О  | Michelbach-le-Haut   | 7,38         | 587                    |
| 68232     | Нёвиллер        | Neuwiller            | 3,72         | 535                    |
| 68263     | Ранспак-ле-Ба   | Ranspach-le-Bas      | 4,43         | 680                    |
| 68264     | Ранспак-ле-О    | Ranspach-le-Haut     | 4,39         | 618                    |
| 68286     | Розено          | Rosenau              | 6,47         | 2223                   |
| 68297     | Сен-Луи         | Saint-Louis          | 16,85        | 19990                  |
| 68349     | Вилла-Нёф       | Village-Neuf         | 6,83         | 3853                   |
| 68362     | Вентсвиллер     | Wentzwiller          | 4,71         | 696                    |